# نهائي كأس السوبر الإسباني 2026
نهائي كأس السوبر الإسباني 2026 (بالإسبانية: Supercopa de España de fútbol 2026) هي المباراة الختامية لتحديد الفريق الفائز بكأس السوبر الإسباني 2026، في النسخة الثانية والأربعين من مسابقة كأس السوبر الإسباني السنوية لكرة القدم، ستقام المباراة في يناير 2026 على ملعب الإنماء في مدينة جدة، المملكة العربية السعودية.

## الفريقين
| الفريق     | المشاركات السابقة في النهائيات (الخط الغليظ للأرقام يشير لسنة التتويج باللقب)                                                                                         |
| ---------- | --- |
| ريال مدريد | 20 (1982، 1988، 1989، 1990، 1993، 1995، 1997، 2001، 2003، 2007، 2008، 2011، 2012، 2014، 2017، 2020، 2022، 2023، 2024، 2025)                                           |
| برشلونة    | 27 (1983، 1985، 1988، 1990، 1991، 1992، 1993، 1994، 1996، 1997، 1998، 1999، 2005، 2006، 2009، 2010، 2011، 2012، 2013، 2015، 2016، 2017، 2018، 2021، 2023، 2024، 2025) |

## الطريق إلى النهائي
| —              | —       | كأس السوبر الإسباني 2026 | —              | —       |
| -------------- | ------- | ------------------------ | -------------- | ------- |
| الفريق المنافس | النتيجة | الجولة                   | الفريق المنافس | النتيجة |
|                |         | نصف النهائي              |                |         |

## الملاحظات
1. ↑  فاز ريال مدريد بالثنائية في موسم 1988–89، وبالتالي حصل تلقائياً على لقب كأس السوبر الإسباني لعام 1989.